# ریو شیبویا
ریو شیبویا (ژاپنی: 渋谷 亮؛ زادهٔ ۲۵ ژوئیهٔ ۱۹۹۲) یک بازیکن فوتبال اهل ژاپن است.
از باشگاه‌هایی که در آن بازی کرده‌است می‌توان به باشگاه فوتبال توکیو وردی اشاره کرد.